# Dileep Rao
Dileep Rao (Los Angeles, 29 luglio 1973) è un attore statunitense di origini indiane.

## Biografia
Nato a Los Angeles da genitori indiani, il padre è ingegnere e la madre un fisico, è cresciuto a Yanbuʿ al-Bahr (Arabia Saudita), Denver (Colorado) e Claremont (California). Si è diplomato alla Claremont High School e successivamente ha studiato all'Università della California, San Diego, dove consegue un master per studiare all'American Conservatory Theater di San Francisco.
Nel giugno del 2002 compete come concorrente al quiz televisivo Jeopardy!, dove vince la somma di 34.400 dollari.
Debutta come attore di teatro nella commedia Indian Ink di Tom Stoppard, in seguito ottiene piccole parti in produzioni televisive, come le serie televisive Standoff e Brothers & Sisters - Segreti di famiglia.
Dopo aver debuttato cinematograficamente nell'horror Drag Me to Hell di Sam Raimi, ottiene il ruolo del Dr. Max Patel in Avatar di James Cameron, diventato il film che ha incassato di più nella storia del cinema. Nel 2010 partecipa al film Inception, che si rivela un altro successo internazionale al botteghino.

## Filmografia

### Cinema
- Drag Me to Hell, regia di Sam Raimi (2009)
- Avatar, regia di James Cameron (2009)
- Inception, regia di Christopher Nolan (2010)
- Il mistero del gatto trafitto (Murder of a Cat), regia di Gillian Greene (2014)
- Beeba Boys, regia di Deepa Mehta (2015)
- Avatar - La via dell'acqua (Avatar: The Way of Water), regia di James Cameron (2022)
- Avatar - Fuoco e cenere (Avatar: Fire and Ash), regia di James Cameron (2025)

### Televisione
- Standoff – serie TV, episodio 1x10 (2006)
- Brothers & Sisters - Segreti di famiglia (Brothers & Sisters) – serie TV, episodio 3x13 (2009)
- Childrens Hospital – serie TV, episodio 4x07 (2012)
- Touch – serie TV, episodi 2x01-2x02 (2013)
- Z Nation – serie TV, episodio 2x04 (2015)
- Con Man – serie web, episodio 1x06 (2015)
- Mr. Robot – serie TV, episodio 3x08 (2017)

## Doppiatori italiani
Nelle versioni in italiano dei suoi film, Dileep Rao è stato doppiato da:
- Luigi Ferraro in Avatar, Mr. Robot, Avatar - La via dell'acqua
- Gaetano Varcasia in Drag Me to Hell, Inception
- Nanni Baldini in Touch
- Roberto Draghetti in Z Nation